# Гибсонвил (Северна Каролина)
Гибсонвил (енгл. Gibsonville) град је у америчкој савезној држави Северна Каролина.

## Демографија
По попису из 2010. године број становника је 6.410, што је 2.038 (46,6%) становника више него 2000. године.
| Група             | 2000.         | 2010.         |
| Белци             | 3.484 (79,7%) | 4.929 (76,9%) |
| Афроамериканци    | 679 (15,5%)   | 934 (14,6%)   |
| Азијати           | 33 (0,8%)     | 71 (1,1%)     |
| Хиспаноамериканци | 119 (2,7%)    | 378 (5,9%)    |
| Укупно            | 4.372         | 6.410         |